# Negrete
Negrete is een gemeente in de Chileense provincie Biobío in de regio Biobío. Negrete telde 9.737 inwoners in 2017 en heeft een oppervlakte van 157 km².